# Tuinbouwgebied
Het Tuinbouwgebied, ook wel Westelijk Tuinbouwgebied genoemd is een buurt en gebied bestemd voor tuinbouw in de Nederlandse stad Haarlem. De buurt is gelegen in de wijk Duinwijk in stadsdeel Haarlem Zuid-West. De noordelijke grens van het gebied wordt bebaald door de Brouwersvaart de oostelijke door de Provinciale weg 208, de zuidelijke grens door de Duinvliet langs de Duinvlietweg en de westelijke grens wordt bepaald door de Bovenweg en de Elswoutslaan. De bebouwing van het Ramplaankwartier vormt een op zich zelf staande buurt.  In het gebied worden al meer dan vierhonderd jaar bloembollen, bloemen en groenten gekweekt. Het is de laatst overgebleven grotendeels open ruimte tussen de stad Haarlem en de landgoederen aan de binnenduinrand. 
Voor statistische doeleinden is het gebied opgedeeld in Tuinbouwgebied-noord en Tuinbouwgebied-zuid. Het gebied beslaat een oppervlakte van zo'n 80 hectare en had per 1 januari 2019 51 inwoners.

## Geschiedenis
Vanaf de 16e eeuw gebruikten Haarlemse brouwerijen schoon duinwater voor het maken van bier. Nadat de Oude Brouwerskolk te vervuild was geraakt, wordt rond 1650 de nieuwe Brouwerskolk gegraven. De Brouwersvaart die door het open veld liep verbond de kolk met de stad, nabij de Zijlsingel en de Raaks. In de 17e eeuw hadden steden als Haarlem en Amsterdam steeds meer zand nodig voor hun stadsuitbreidingen. Via de Zandvaart, de huidige Marcelisvaart, en de Brouwersvaart werd het zand uit de zanderijen bij Overveen afgevoerd. Deze vaarten werden ook gebruikt om materialen aan te voeren voor de bouw van buitenplaatsen zoals Elswout aan de binnenduinrand. In die tijd vestigden zich ook de eerste groentekwekers in het gebied.
In de 18e eeuw, toen de waterstand beter geregeld was, werd het gebied wel de Tuin van Haarlem genoemd. Steeds meer grond tussen Haarlem en Overveen werd in cultuur gebracht om groenten en bloembollen te kweken die op platte schuiten naar de markten en veilingen in Haarlem werden vervoerd. In de tweede helft van de 19e eeuw bereikte de bollenteelt zijn hoogtepunt. De bloembollenvelden strekten zich uit over vrijwel het gehele Westelijk Tuinbouwgebied.
Het gebied is sinds 1978 onderwerp van discussie in de Haarlemse politiek. In dat jaar stelde de plaatselijke CDA-afdeling in de nota Haarlem vol?! dat het gebied volledig bebouwd kon worden. Ze verwierf voor dit plan de steun van vrijwel de gehele Haarlemse raad. In de naast het tuinbouwgebied gelegen woonwijk het Ramplaankwartier met 2.500 inwoners werd echter een wijkraad opgericht die, met steun van deskundigen, tegen de bouwplannen in het geweer kwam. In 1991 leidde dit uiteindelijk tot een referendum in Haarlem over het al of niet volbouwen van de groene ruimte rond de stad.

### Bebouwing van het gebied
In de 20e eeuw vond veel woningbouw plaats rond de voormalige vestingstad Haarlem, ook in het westen waar de geestgronden deels bebouwd raakten. Midden in het bloembollengebied dat toen nog grotendeels tot de gemeente Bloemendaal behoorde, bouwde men rond 1910 Tuindorp, dat nu onderdeel vormt van het Ramplaankwartier. Deze bebouwing in het Westelijk Tuinbouwgebied werd verder uitgebreid nadat het gebied in 1927 bij de gemeente Haarlem werd gevoegd. Het gebied raakte hierdoor in loop van de 20e eeuw deels zijn landelijke karakter kwijt. Daar kwam de aanleg van de Westelijke Randweg in 1958 nog bij. Door verschuiving van bollen- naar bloementeelt en van productie naar handel werd de bouw van grotere opstallen noodzakelijk. 

### Verzet
De eind jaren 70 van de vorige eeuw voorgestelde bouwplannen voor het gebied werden in de tien jaar daarna vertaald in het besluit van de gemeenteraad tot bebouwing van een groot deel van de geestgronden. Deze plannen stuitten echter op steeds meer verzet bij de Haarlemse bevolking, die zich er in 1991 in een referendum tegen uitsprak.
Een werkgroep Westelijk Tuinbouwgebied Haarlem bestaande uit leden van de wijkraad en andere belangstellende burgers werd in 1996 opgericht. Ze kon steunen op de nodige deskundigheid, onder andere van (landschaps-)architecten, een bioloog en een historicus. De werkgroep stelde zich ten doel om bij te dragen aan de uitwerking van het Perspectiefplan Haarlem Zuid-West dat door de gemeenteraad van Haarlem was aangenomen. Dit plan hield onder meer voorstellen in om te streven naar meer openheid en herstel van de natuur in het Westelijk Tuinbouwgebied. Het resulteerde in de totstandkoming van een landschapsbeheerplan dat in 2002 door het gemeentebestuur van Haarlem werd vastgesteld en opgenomen in het bestemmingsplan.
In het coalitieprogramma dat werd opgesteld na de gemeenteraadsverkiezingen van 2010 werd opgenomen dat het groen in Haarlem niet verder aangetast zal worden ten gunste van verdichting van de bebouwing. Een Stichting Westelijk Tuinbouwgebied is actief om deze doelstelling te bewaken.